# Józsa Sándor
Józsa Sándor (Nagykadács, 1853. július 17. – 1895 után) elemi és polgáriskolai tanító.

## Életútja
Józsa István malommester és Márton Zsuzsánna szabad székely szülők fia. A székelyudvarhelyi gimnázium négy osztályában tanult és 1872-ben a székelykeresztúri állami tanítóképzőbe vették fel állami ösztöndíjjal. Bedő János tanártól elsajátította az állattömést; gyűjtött növényeket és rovarokat. 1875. október 14-től Gyergyóditrón (Csik vármegye) volt községi tanító. 1876-ban Kolozsvárt a torna-póttanfolyamot és 1878-ban a kertészeti, szalma-, vesszőfonási és műfaragási tanfolyamot is elvégezte. 1893-ban Kolozsmonostoron a kertészetből tett vizsgát.
Cikkei a Közművelődésben (1882. Népünk uralkodó hibái és gyógyszerei, különös tekintettel az iszákosság, káromkodás, babona és erkölcstelenségre. 1885. Emlékbeszéd Lázár Imre ditrói tanító felett, Tanító és vallásosság, Iskola és vallásosság, 1886. Az osztályt és váltakozó rendszert tárgyaló értekezése, mely pályadíjjal jutalmaztatott); az Igazságban (1886. A községi faiskolák ügye); a Középiskolai Tanügyben (A babona, A számtanításról); írt még a Székelyföldbe, a Népiskolai Tanügybe, a Néptanítók Lapjába stb.

## Munkái
- Tornaiskola. Gyulafehérvár, 1882.
- Csikmegye földrajza. A földrajz elemeivel. A népiskolák III. osztálya számára. Gyergyóditró, 1884. (2. kiadás 1887. 3. átdolg. kiadás, Csíkszereda, 1896.)
- Csikmegye térképe. Budapest, 1887.
- Számoló koczkák használata a népiskolai számtanításnál gyakorlati tanmenettel. (Számtani vezérkönyv.) I. és II. osztály tananyaga. A tanulók és tanítók túlterhelésének ellenszeréül. Gyergyóditró, 1888. (Ismertetés Katholikus Szemle.)
- A gyümölcsfatenyésztés és ápolás rövid foglalatja a nép számára. Gyergyóditró, 1890.
- A gyergyó-ditrói katholikus elemi iskolák története. Gyergyóditró, 1895.